# Michael Walter
Michael Walter (Pirna, 12 de março de 1959 – 6 de agosto de 2016) foi um piloto de luge alemão que competiu durante os anos 1980. Ele ganhou duas medalhas em eventos singles dos homens nos Campeonatos Mundiais de Luge com um ouro em 1985 e prata em 1981.
Walter também ganhou duas medalhas nos Campeonatos da Europa FIL Luge com uma prata no evento da equipe mista (1988) e um bronze no evento de individuais masculinos (1986). Ele também foi individual masculino do título geral da Copa do Mundo de Luge em 1983-4.
Walter também competiu em duas Olimpíadas de Inverno e foi um substituto para a equipe da Alemanha Oriental em um terço. Sua melhor colocação nos Jogos Olímpicos de Inverno foi o quarto no evento de individuais masculinos em Sarajevo em 1984.